# Episodi di Cracker (prima stagione)
La prima stagione della serie televisiva Cracker, composta da 3 episodi suddivisi rispettivamente in 2,3 e 2 parti, è stata trasmessa nel Regno Unito dal canale ITV dal 27 settembre 1993 all'8 novembre 1993.
| nº | Titolo originale                      | Titolo italiano | Prima TV Regno Unito | Prima TV Italia |
| -- | ------------------------------------- | --------------- | -------------------- | --------------- |
| 1  | The Mad Woman in the Attic (Part One) |                 | 27 settembre 1993    |                 |
| 2  | The Mad Woman in the Attic (Part Two) |                 | 4 ottobre 1993       |                 |
| 3  | To Say I Love You (Part One)          |                 | 11 ottobre 1993      |                 |
| 4  | To Say I Love You (Part Two)          |                 | 18 ottobre 1993      |                 |
| 5  | To Say I Love You (Part Three)        |                 | 25 ottobre 1993      |                 |
| 6  | One Day a Lemming Will Fly (Part One) |                 | 1º novembre 1993     |                 |
| 7  | One Day a Lemming Will Fly (Part Two) |                 | 8 novembre 1993      |                 |